# 小行星6374
小行星6374（6374 Beslan）是一颗绕太阳运转的小行星，为主小行星带小行星。该小行星于1986年8月8日发现。

## 轨道参数
小行星6374的轨道半长轴为3.1659829 UA，离心率为0.087。